# Супрун, Оксана Александровна
Оксана Александровна Супрун (14 октября 1924, Умань — 1 мая 1990, Киев) — украинский советский скульптор. Заслуженный деятель искусств УССР (1964).

## Биография
Родилась 14 октября 1924 года в Умани.
В 1951 году окончила Киевский художественный институт, училась у Галины Петрашевич и Макса Гельмана.

## Творчество
- «Партизанка» (1951).
- «Дружба» (1954).
- «Песня» (1955).
- «Колхозница» (1957).
- «Будущее» (1960).
- Бюст Ивана Франко на станции метро «Университет» в Киеве (1960).
- «Думы» (1964).
- Портрет командира бронепоезда Л. Мокиевской (1965).
- «Полевая царевна» (1966—1967).
- «Хлебороб» (1969).
- Мемориальная композиция памяти поэта-партизана Н. Шпака (1975).
- «Лето» (1976).
- «Урожай» (1978).
- «Гимнастки» (1980—1981).

Произведения, созданные вместе с Анатолием Белостоцким:
- «Т. Г. Шевченко» (оргстекло; в соавторстве с В. Бородаем и А. Е. Белостоцким (1948)
- Фигура Т. Г. Шевченко (гипс, 1948)
- Сюжетная группа «Перед боем. Богдан Хмельницкий, Максим Кривонос и Иван Богун» (1954).

### Памятники
- Воинам-односельчанам, погибшим на фронтах Великой Отечественной войны — в Золочеве (1951).
- Участникам Баштанского восстания 1919 года — в пгт Баштанка Николаевской области
- Ивану Франко в Киеве (открыт 28 августа 1956 года),
- Тарасу Шевченко в Одессе (1966).
- В. И. Ленину в Чернигове (1967).
- В. И. Ленину в Каменец-Подольском (в соавторстве с Галиной Кальченко и Анатолием Белостоцким; открыт 14 апреля 1970 года, демонтирован 18 августа 1992 года)

## Семья
- Мать — Галина Петрашевич (1903—1999) — украинский скульптор, народный художник УССР.
- Муж — Анатолий Белостоцкий (1921—1993) — украинский скульптор, народный художник УССР.
- Сын — Сергей Белостоцкий (1952—2003) — украинский художник-монументалист, график.

## Награды
- орден «Знак Почёта» (24.11.1960).

## Изображения
- Бюст Ивана Франко на станции метро «Университет» в Киеве (1960)